# TV Ciudad

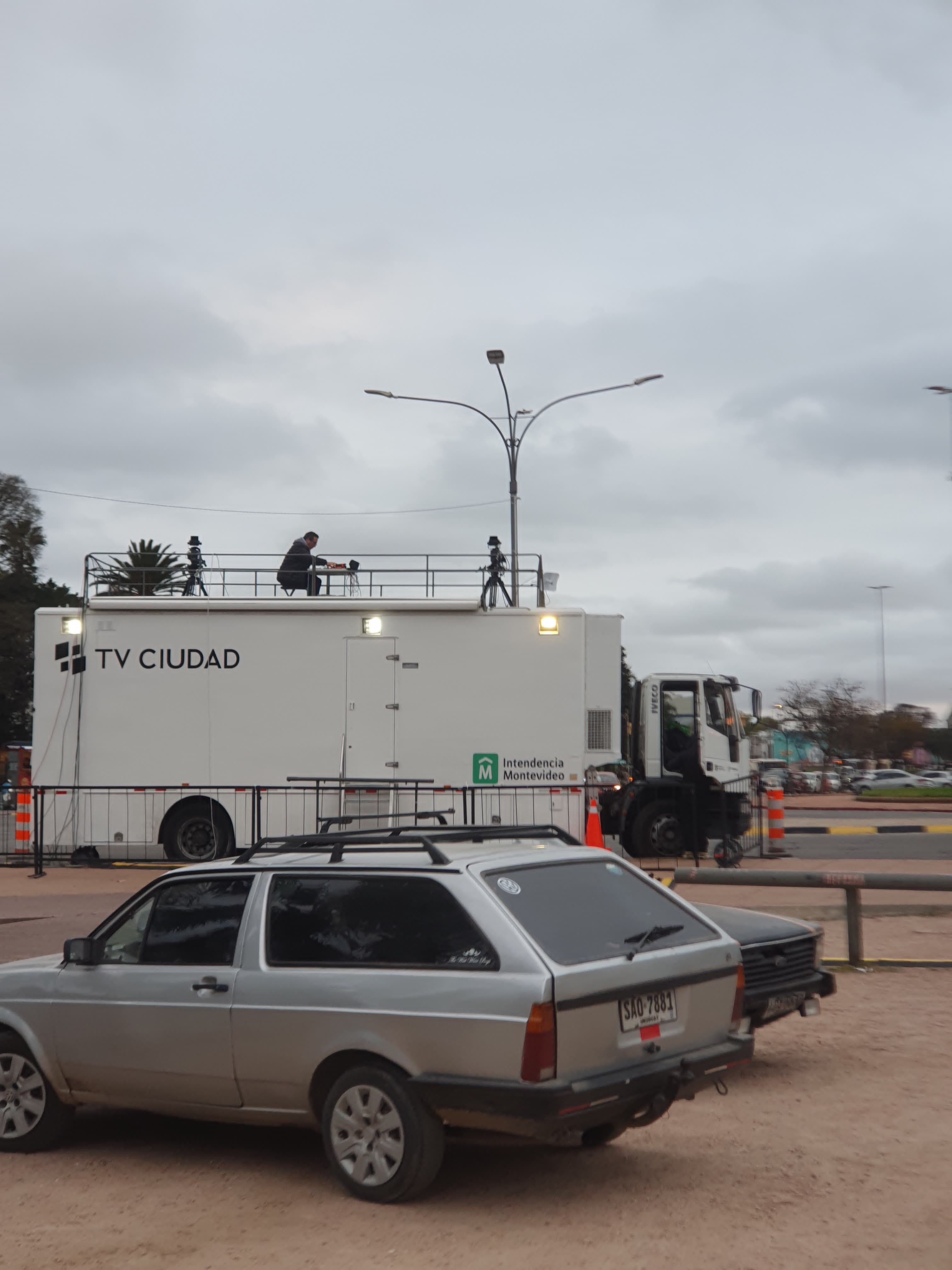
Equipo de exteriores de TV Ciudad

TV Ciudad es un canal de televisión abierta uruguayo, propiedad del Gobierno Departamental de Montevideo. Es operado por el Servicio de Información y Comunicación del Gobierno de Montevideo. Emite para el área metropolitana de Montevideo por la TDT bajo la licencia CXB-3255 en el canal virtual 6.1 (UHF 32) y al resto de país por operadoras de televisión por suscripción. Contiene una programación generalista, que incluye cultura, información, entretenimiento, ficciones y deporte.

## Historia

### Creación e inicios (1995-1998)
En 1995 debido al surgimiento de la televisión por suscripción comienza a instalarse el cableado subterráneo por parte de las empresas permisarias de televisión por cable. La Intendencia de Montevideo decidió no cobrarles a dichas empresas, sino obtener una señal para la creación de un canal público local. Finalmente en 1996 se concreta el tercer canal público de Uruguay (el segundo fue Canal 8 de Melo), Tevé Ciudad inició sus transmisiones con una amplia cobertura en toda la ciudad de Montevideo y el Área metropolitana

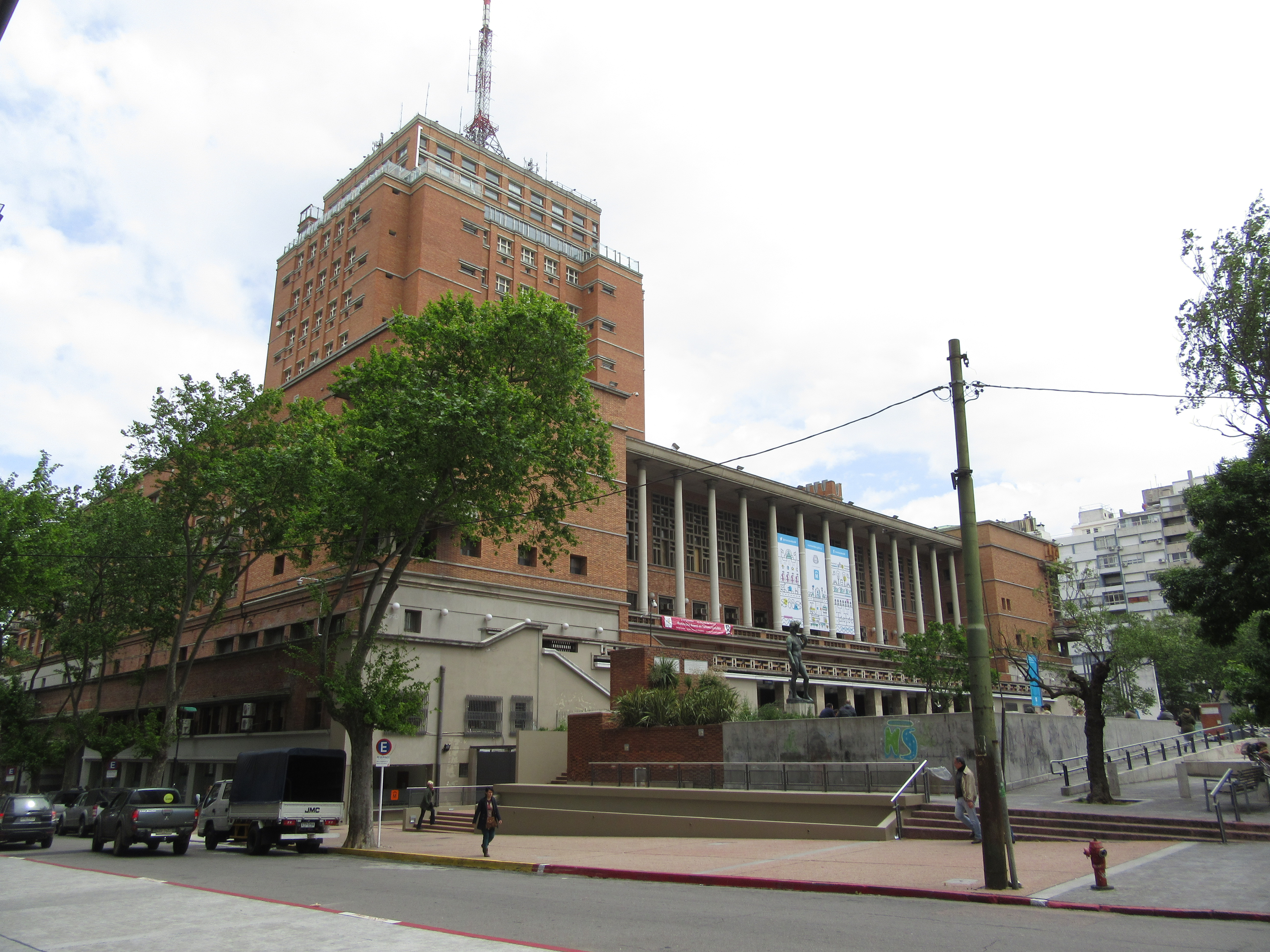
Antena de TV Ciudad, en la cima del Palacio Municipal de Montevideo

Iniciadas sus transmisiones, el canal realizó emisiones de 6 horas diarias con productos audiovisuales existentes, con una amplia producción musical nacional, realizadas por productores independientes.  Durante ese período el canal se transformó en una referencia de la cultura nacional y en un estímulo a la innovación en formatos, narrativas y estéticas audiovisuales.
En 1998 Tevé Ciudad se mudó a un local propio, sobre la calle Javier Barrios Amorín 1460, adquiriendo también un equipamiento básico para realizar grabaciones en estudio y conformó una plantilla mínima de funcionarios a través de la modalidad de contrato. En esa etapa emitía 15 horas diarias de programación, sobre la base de 5 horas de contenidos originales repetidos tres veces al día. En 1999, al dotarse de un equipamiento de emisión digital propio, pasó a emitir las 24 horas del día, administrando la señal desde su sede.
Desde 2006 comenzó a emitiremos mediante Internet desde el sitio web de la Administración Nacional de Telecomunicaciones.

### Cambio a televisión abierta (2012-2016)
En 2012, tras el surgimiento  de la televisión digital terrestre y tras un objetivo del programa de gobierno municipal 2010-2015 surge y se establece el objetivo de transformar Tevé Ciudad de un canal de cable, a un canal de aire. Este objetivo supuso un conjunto de acciones que involucraban e impactaban a diversos actores.
Es así, que ese mismo año el Gobierno de Montevideo se presentó al llamado a licitación de señales públicas en televisión digital abierta ante la Dirección Nacional de Telecomunicaciones del Ministerio de Industria, Energía y Minería para prestar un servicio de televisión pública regional abierta con cobertura en Montevideo, Canelones y el resto del área metropolitana, y obtuvo de parte del Poder Ejecutivo, mediante el Decreto aprobado el 11 de mayo de 2012  la reserva de un canal digital, lo que dio inicio al proceso de adjudicación que sería regulado por la Unidad Reguladora de Servicios de Comunicaciones. 
A dicha etapa sumaron la adquisición de equipamiento propio de transmisión, con el que se abriría la puerta a ampliar la oferta televisiva en acuerdo con otras instituciones públicas. Finalmente comenzó su emisión como canal digital abierto en 2015, cobertura que alcanza los 60 km a la “redonda” desde su antena ubicada en la Intendencia de Montevideo
En 2013 su archivo audiovisual fue declarado «Monumento Histórico Nacional» por el Ministerio de Educación y Cultura. Dicho archivo cuenta con más de 9.000 horas de contenido audiovisual y constituye uno de los principales acervos del país.
Actualmente es una de las dos principales televisiones públicas junto con Televisión Nacional Uruguay (TNU). Su programación es de interés general, abarcando cultura, entretenimiento, información y deporte.

### Nueva etapa (2016-presente)

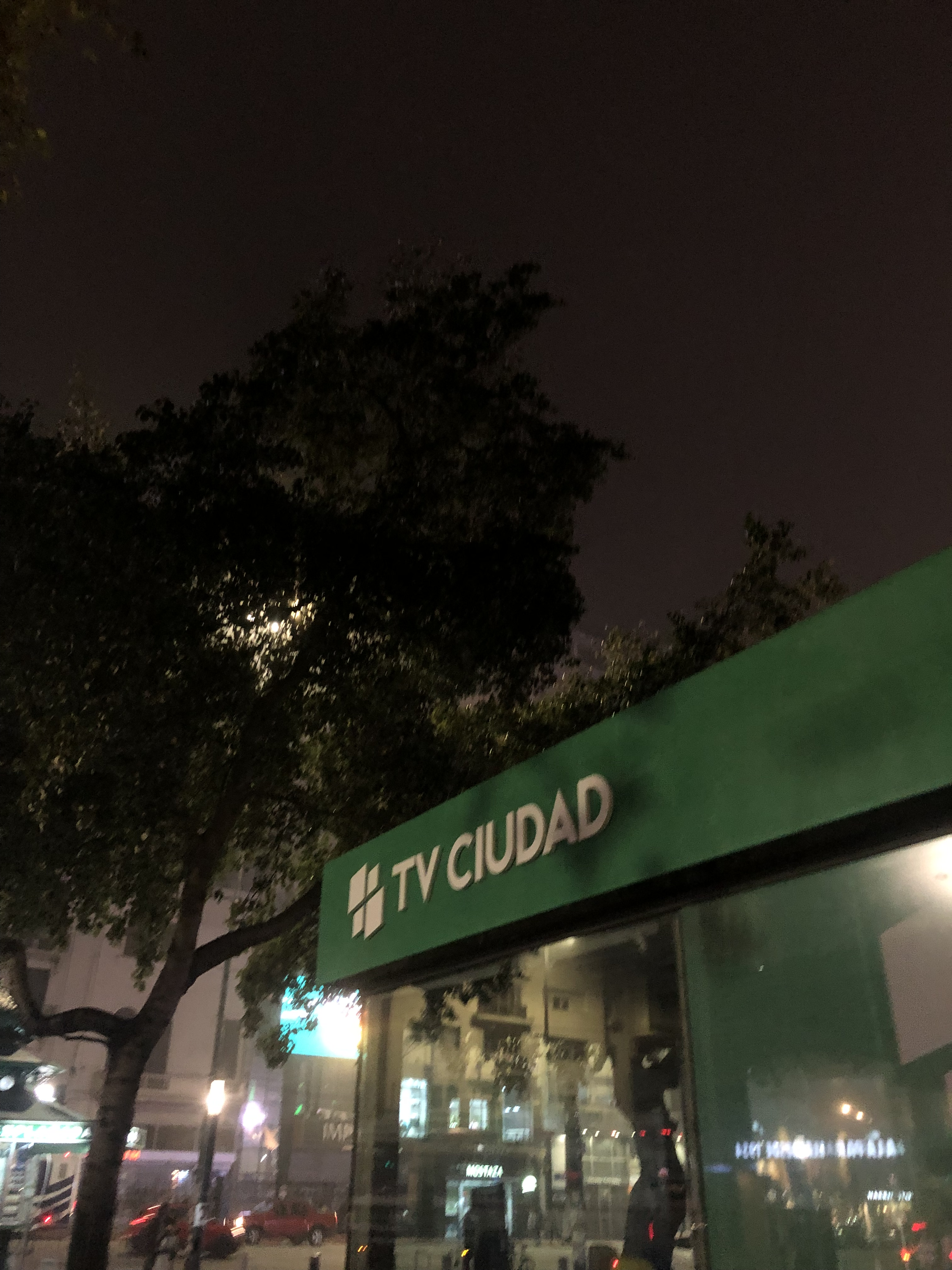
Estudio de TV Ciudad en la Explanada del Palacio de Montevideo.

En 2016, con motivo de la celebración de los 20 años del canal, lanzó al aire un programa de archivo, realizando un repaso por los 20 años de pantalla y la reedición de viejos materiales, un acervo con más de 9.000 horas de contenido audiovisual. El programa, fue conducido por la comunicadora Pilar Teijeiro. Además, el canal cambia su imagen y logotipo, siendo un marco distorsionado, con cuatro cuadrados pequeños dentro, y una leyenda debajo: "TV CIUDAD", siendo ese el nuevo nombre del canal, el primer cambio de nombre desde su fundación.
En 1 de agosto de 2019, el canal se sumó a la grilla de programación de DirecTV en Uruguay, emitida a través del canal 1194 HD. En este año, se emite el programa especial "Elecciones Presidenciales 2019", durante las elecciones en el país en ese año. Además se estrenan "De cerca", donde Facundo Ponce de León entrevista a todos los candidatos a la presidencia, y "Crónicas de campañas", donde se repasan las campañas publicitarias de las últimas elecciones.
En 2020 se estrena una nueva imagen en el canal, sin el marco y con unos cambios menores con respecto a la anterior. Además, desde el 15 de junio de ese año el canal se suma a DirecTV en la grilla de programación de sus clientes en Argentina y Chile, potenciando la expansión de contenidos audiovisuales de producción nacional en la región.
El 14 de julio de ese año se estrena el programa periodístico La letra chica, con la conducción de Ricardo "Profe Piñeyrúa.

## Programación
La cadena contiene una programación generalista, donde podemos encontrar programas enfocados a las noticias, la cultura, el periodismo, el entretenimiento, y también ficciones, ya sean nacionales o extranjeras. Los programas que se destacan son MVD Noticias, el noticiero de la cadena conducido por Pilar Teijeiro y Martín Rodríguez, Todo tiene un porqué, programa educativo conducido por Gonzalo Cammarota (versión uruguaya del programa argentino del mismo nombre), La vuelta al plato, programa culinario conducido por Ximena Torres, entre otros. También se emite el bloque Paseo animado, con dibujos animados para el público infantil, series animadas internacionales y nacionales.
Además, el canal se destaca por sus ficciones nacionales, como Todos detrás de Momo, emitida en 2018, ganadora del programa SeriesUY. Además el canal emite eventos anuales tales como el Carnaval en Uruguay, la Marcha de la Diversidad LGBT, Premios Platino, y festivales como Montevideo Rock, Montevideo Tropical, Montevideo HipHop y Montevideo Late, en 2022 y 2023.
La cadena también ha emitido series de reconocimiento internacional tales como Merlí y Vis a Vis, ambas series españolas estrenadas en 2015.
En 2019, se destacaron los programas políticos De Cerca y Crónicas de campañas, los dos enfocados a las Elecciones presidenciales de Uruguay de 2019. El primero, conducido por Facundo Ponce de León, donde se entrevistaron a todos los candidatos a la presidencia. Y en el segundo programa, se repasaba la historia de las campañas a la presidencia del Uruguay de los últimos años.
En 2020 se estrenó el ciclo periodístico y de análisis La Letra Chica, el cual no fue exento críticas por la oposición desde el Parlamento de Montevideo.
En 2023 se estrenó la edición uruguaya de Encuentro en el estudio, realizado en los estudios Sondor. Además de estrenar la segunda temporada del late night show La Aldea, así como una nueva versión del magazine Ciudad Viva, Cocinemos, Mira Montevideo y Lado B. 

## Informativos
MVD Noticias es el servicio de noticias del canal, cuenta con tres emisiones diarias. Es conducido en su edición central por los periodistas Natalia Nogués, Martín Rodríguez y Julieta Núñez.

## Logotipos
A continuación se ven los logotipos que ha tenido la cadena uruguaya a lo largo de su historia.

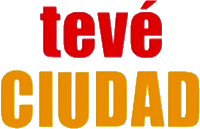
2005-2007
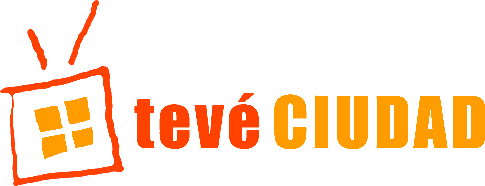
2007-2016
2016-2019
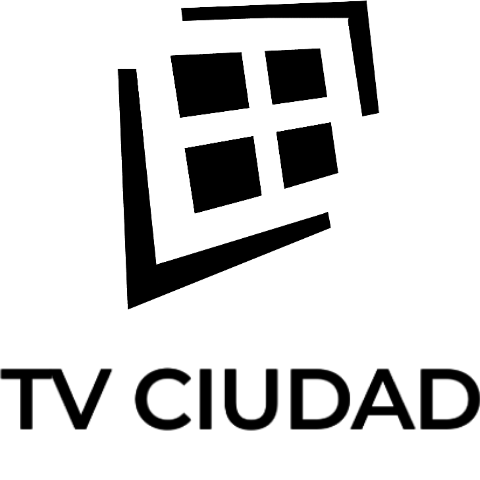
2019-2020
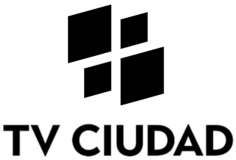
2020-presente

## Eslóganes
- 1996: Si te ves, estás viendo Tevé Ciudad
- 2015: Ahora estamos en el aire
- 2017-2018: Viva
- 2018-2020: Conecta
- 2020-presente: Cambia lo que ves